# 圣布拉斯-卡尼列哈斯区
圣布拉斯-卡尼列哈斯（西班牙語：San Blas-Canillejas）是西班牙首都馬德里的21個區之一。圣布拉斯-卡尼列哈斯區位於馬德里市中心東側。該區的人口估計有149,909人。圣布拉斯-卡尼列哈斯区下分為8個分区。